# Paweł Franciszek Sapieha
Paweł Franciszek Sapieha herbu Lis (ur. przed 23 kwietnia 1657, zm. 1 października 1715 w Kodniu) – biskup ordynariusz żmudzki, duchowny sekretarz wielki litewski w latach 1704-1713,  opat paradyski.

## Życiorys
Był synem Jana Fryderyka, bratem Kazimierza Władysława i Mikołaja Leona.
Uczył się w kolegiach jezuickich we Lwowie i Warszawie. Edukację kontynuował na Zachodzie, odwiedzając Włochy, Francję, Niderlandy i Niemcy. W 1679 powrócił do kraju.
Brał udział w randze pułkownika w 1683 w wyprawie wojsk litewskich na Słowację i Węgry, będącą częścią Odsieczy wiedeńskiej. W 1684 porzucił karierę wojskową i wstąpił do stanu duchownego. W 1686 otrzymał tzw. święcenia niższe, a w 1688 – święcenia kapłańskie. Tegoż roku wstąpił do Cystersów i otrzymał probostwo w Kodniu. Przebywał często na dworze królewskim, otrzymując w 1690 tytuł kanonika warszawskiego, z którego zrezygnował w 1699.
W 1702 dochował wierności Augustowi II, za co otrzymał w 1704 sekretarię litewską. Pod naciskiem rodziny latem 1707 przeszedł chwilowo na stronę Leszczyńskiego.
Od 1694 był opatem cystersów w Paradyżu, a od 1708 – komisarzem generalnym zakonu cystersów w Polsce.
16 grudnia 1713 został mianowany Biskupem Ordynariuszem Żmudzkim.
Zmarł w Kodniu 1 października 1715. Pochowany w sanktuarium św. Anny w Kodniu.